# 이토왕개미
이토왕개미는 우리나라에 서식하는 왕개미속 개미이다.
전체적으로 광택이 나는 검은색이며, 크기는 제주왕개미와 같이 일개미 3~7mm, 병정개미 6~10mm, 여왕개미 9mm이다.
이토왕개미는 생나무, 썩은 나무, 나뭇가지 등에 서식하는 수상영소성 개미이다. 수상영소성 개미의 특징 중 하나인 위성군체(수상영소성 개미는 나무에 둥지를 트다보니, 본 군체에 수용할 수 있는 개체수가 포화될시 위성군체를 만들어 군체를 확장한다.)가 발달되어 있어, 군체를 발견하더라도 위성군체인 경우가 허다하다. 혼인 비행은 대개 7월에 이뤄진다.

## 같이 보기
- 한반도 개미의 종류